# Lizel

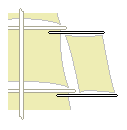
Lizel na wytykach

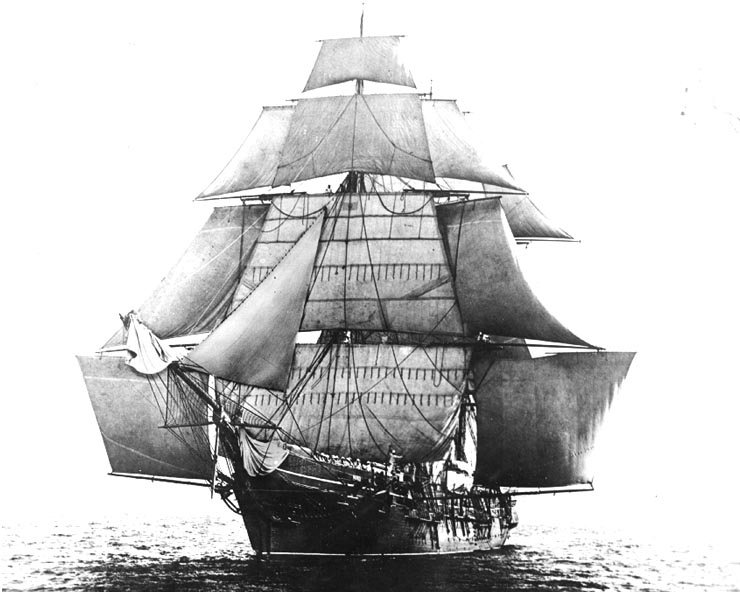
USS Monongahela z postawionymi lizelami

Lizel, żagiel wytykowy – dodatkowy żagiel, rozwijany na żaglowcach obok żagli rejowych, przy pełnych wiatrach (baksztagach, fordewindzie). Jego wynalezienie przypisuje się sir Waltherowi Raleightowi ok. 1588 r. Lizele mocowane były na wytykach, ruchomych drzewcach przedłużających reje, zwanych lizelrejkami. Dla każdego lizela  potrzebne są dwie lizelrejki - górna i dolna. Na współczesnych żaglowcach stosowane rzadko (np. SV Europa). Przykładem współczesnego polskiego żaglowca podnoszącego lizle był STS Kapitan Głowacki (obecnie lizeli nie używa).